# Mordellistena schauppi
Mordellistena schauppi là một loài bọ cánh cứng trong họ Mordellidae. Loài này được Smith miêu tả khoa học năm 1882.